# 銀杏坂

銀杏坂は、上図における東五番丁通りの定禅寺通から広瀬通までの区間

銀杏坂（いちょうざか）は、宮城県仙台市青葉区本町の錦町公園前交差点（北緯38度15分59.9秒 東経140度52分33.3秒 / 北緯38.266639度 東経140.875917度）から中央2丁目交差点（北緯38度15分46.8秒 東経140度52分41秒 / 北緯38.263000度 東経140.87806度）にかけてある坂の通称。愛宕上杉通を通す。

## 概要
17世紀初頭に仙台城の城下町が開かれた際、広瀬川の河岸段丘のうち、仙台上町段丘と仙台中町段丘の間にある弧状の段丘崖の上に沿って外記丁（北端 - 南端）と花京院通（西端 - 東端）が、下に沿って東三番丁通（北端 - 南端）と元寺小路（西端 - 東端）が造られた。崖上の上町段丘にある南北道の上杉山通（北端 - 南端）の南端は北一番丁、崖下の中町段丘にある南北道の日吉丁（北端 - 南端。東五番丁の北に続く道）の北端は元寺小路であったが、段丘崖の上下の両者を繋ぐ道は無かった。
第二次世界大戦中の1945年（昭和20年）7月10日、仙台市街地（おおよその現在の仙台市都心部）は仙台空襲により焦土と化した。戦後になって特別都市計画法に基いて戦災復興都市計画がつくられ、1946年（昭和21年）5月に仙台特別都市計画復興土地区画整理事業の区域（423.5ha）が決定し、1947年（昭和22年）2月より戦災復興土地区画整理事業が施行された。このとき、東五番丁を拡幅の上で日吉丁を取り込んで北に延長し、段丘崖に新道を建設して上杉山道の南端に接続する道が造られ、また、元寺小路の南側に東西道の広瀬通が造られた。この新道には、空襲で失われた杜の都の緑を再生するため、中央分離帯および両側の歩道に街路樹としてイチョウが植えられた。
1980年代初頭にこの坂道を含む南北道は愛宕上杉通と名付けられたが、新道のうち錦町公園前交差点（旧・レジャーセンター前交差点）から中央2丁目交差点にかけての段丘崖にある坂道は、大きく育ったイチョウの並木道から、いつしか「銀杏坂」と呼ばれるようになった。
現在、道路は片側3車線であり、周辺には当名称を用いる施設が多く存在する。また、当坂は本町七坂（銀杏坂・きらら坂・桜坂・思案坂・忍坂・元貞坂・宵町坂）の1つに数えられている。

## 周辺施設

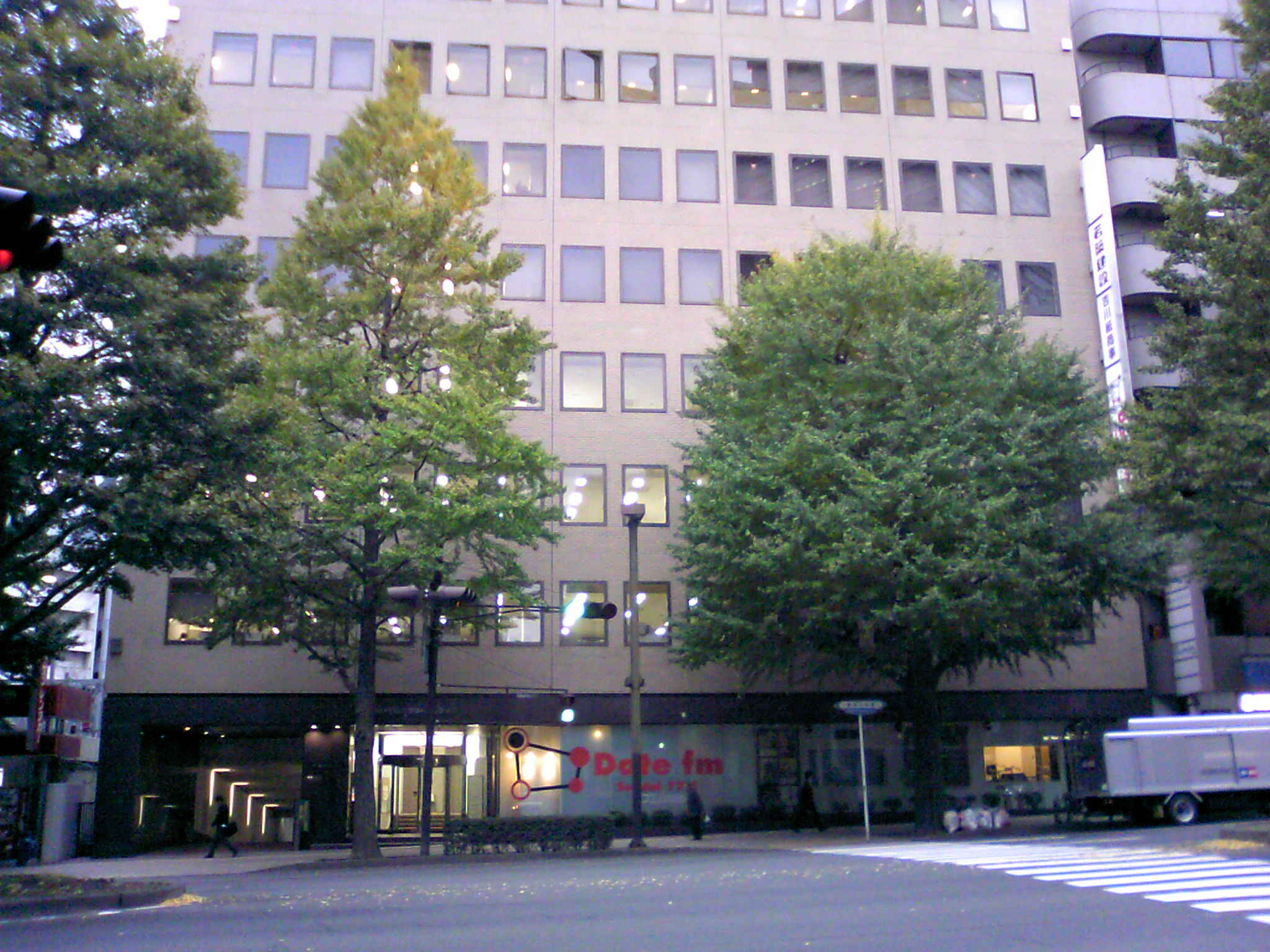
銀杏坂に面して建つカメイ仙台グリーンシティビル。1階にDate fmの銀杏坂スタジオがある。

### 銀杏坂を冠したもの
- Date fm第3スタジオ（銀杏坂スタジオ）
- グローリオ本町銀杏坂
- 銀杏坂ビル
- 銀杏坂ワークショップベース（貸セミナールーム）

### その他のもの
- 錦町公園
- 仙台中央警察署本町交番
- 宮城県神社庁
- カトリック仙台司教区センター・カトリック元寺小路教会
- エフエム仙台（Date fm）
- 仙台CATV